# Basils Liebe

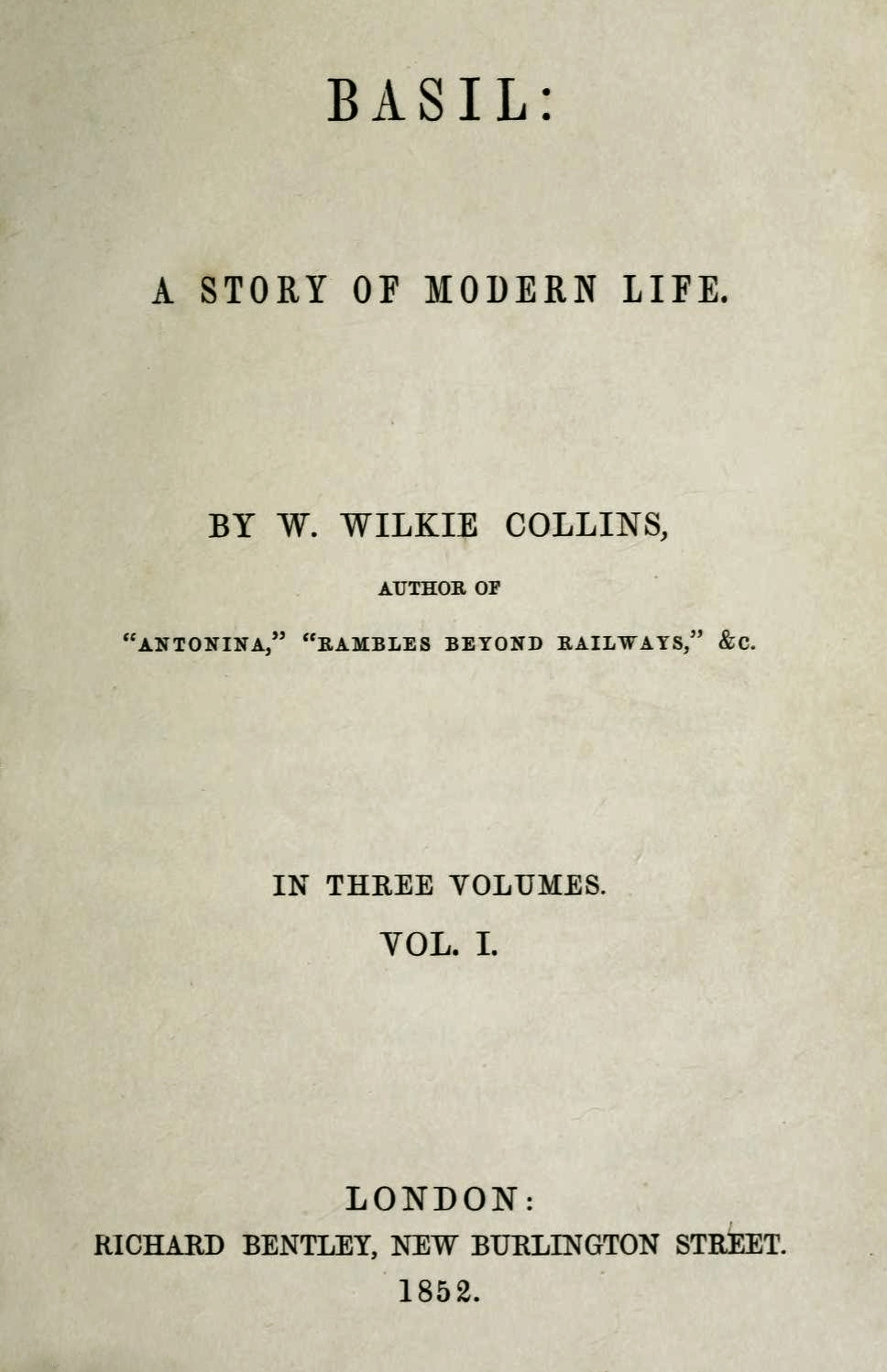
Buchtitel

Basils Liebe ist ein britischer Spielfilm des Regisseurs Radha Bharadwaj nach der Romanvorlage Basil von Wilkie Collins aus dem Jahr 1998.

## Handlung
Hier wurde die Vorlage Basil von 1852 des großen viktorianischen Schriftstellers Wilkie Collins filmisch umgesetzt.
Der junge Adlige Basil steht väterlicherseits stark unter Druck, ein strebsamer und ehrenhafter Mann zu werden. Doch durch eine starke aber flüchtige Leidenschaft wird er das Opfer einer heimtückischen Intrige. 
Die Familie lebt in einem Herrenhaus, das von der Öffentlichkeit besichtigt werden kann. An einem dieser Tage beobachten Basil und seine Geschwister die Besucher. Darunter ist ein hübsches Mädchen mit blonden Haaren, in die sich sein älterer Bruder Ralph augenblicklich verliebt. Einige Zeit später stellt sich heraus, dass das Mädchen schwanger ist und der Vater des Mädchens wird bei Frederick vorstellig. Doch dieser zeigt weder Interesse an der Ehre der Schwangeren noch am Glück seines Sohnes. Ralph wird verstoßen.
Bald darauf stirbt Basils Mutter. Basil wird Student und immer einsamer. Unvermutet tritt eine tiefgreifende Veränderung ein. Der charismatische John Mannion rettet ihn aus einer misslichen Lage und macht ihn mit Julia Sherwin bekannt. Doch diese ist nicht von Stand. Trotzdem lässt Basil sich auf eine Beziehung mit ihr ein. Kurz bevor er mit einundzwanzig sein Erbe antreten kann, heiratet er sie im Überschwang der Leidenschaft.
Die Schöne zeigt sich jedoch sehr zurückhaltend und macht nur Zugeständnisse, wenn sie Geschenke erhält. Sie wünscht sich sogar, dass ihr das Haus von Basils Mutter (Windemere Halls) überschrieben wird. Als er überraschend seinen Freund John besucht, findet er seine Ehefrau in dessen Bett. Verletzt kehrt er um. Als er das Paar später zur Rede stellt, erlebt er einen Wutanfall. Er kommt erst in seinem heimatlichen Bett wieder zu sich und hat ein Wiedersehen mit seiner Jugendliebe Clara.

## Kritik
„Der Film … bleibt leider ein wenig klischeebelastet und plottechnisch nicht unbedingt vielschichtig. Zwar zeichnet sich ein recht nachvollziehbares Portrait der Epoche und die Hauptdarsteller Slater und Leto liefern überzeugende Leistungen ab, dennoch kommt die Umsetzung an ihre Vorlage einmal wieder nicht heran und erstickt stellenweise in kitschbelastetem Altbekannten. Weder herausragend noch übermäßig öde, sondern grundsolide.“